# غلاديشية تكسانية
غلاديشية تكسانية (الاسم العلمي:Gleditsia texana) هي نوع نباتي يتبع جنس الغلاديشية من فصيلة البقولية.